# مونیکا ریچ-مارته
مونیکا ریچ-مارته (انگلیسی: Monika Ritsch-Marte؛ زادهٔ ۲۶ سپتامبر ۱۹۶۱) دانشمند در زمینه فیزیک اهل اتریش است.